# Invictus (album)
Invictus (med undertiteln Iconoclast III) är det tyska melodisk death metal-bandet Heaven Shall Burns sjätte studioalbum, utgivet i maj 2010 på Century Media Records och i Japan på Doom Patrol Foundation månaden därpå.
Albumet är den tredje delen i Iconoclast-serien, vilken inleddes med det föregående studioalbumet Iconoclast 2008 och fortsattes med livealbumet och live-DVD:n Bildersturm (The Visual Resistance) - Iconoclast II 2009.
Vissa av albumets låtar är tillägnade betydelsefulla revolutionärer och dissidenter under 1900-talet eller refererar till historiska händelser, däribland Karl Liebknecht, Rosa Luxemburg, Lev Kopelev (förlaga till en av huvudkaraktärerna i Nobelpristagaren Aleksandr Solzjenitsyns Den första kretsen) samt den sovjetiska hjältestaden Sevastopol.
En musikvideo spelades in till "Combat".

## Låtlista
1. "Intro" (instrumental) – 1:09
2. "The Omen" – 3:38
3. "Combat" – 3:49
4. "I Was, I Am, I Shall Be" – 3:56
5. "Buried in Forgotten Grounds" – 5:32
6. "Sevastopol" – 4:03
7. "The Lie You Bleed For" – 4:41
8. "Return to Sanity" – 3:19
9. "Against Bridge Burners" – 3:30
10. "Of Forsaken Poets" – 4:31
11. "Given in Death" – 5:11
12. "Outro" (instrumental) – 1:42

Bonusspår på den japanska utgåvan
1. "Nowhere" (Therapy?-cover) – 2:28

## Medverkande
Musiker
- Marcus Bischoff – sång
- Maik Weichert – gitarr
- Alexander Dietz – gitarr
- Eric Bischoff – basgitarr
- Matthias Voigt – trummor

Bidragande musiker
- Sabine Scherer – sång
- Sebastian Reichl – gitarr
- Ólafur Arnalds – stråkarrangemang
- Patrick W. Engel – gitarr
- Patrick Schleitzer – sång

Produktion
- Alexander Dietz – producent, inspelningstekniker
- Maik Weichert	– producent
- Patrick W. Engel – inspelningstekniker
- Ralf Müller – inspelningstekniker
- Tue Madsen – mixning, mastering
- Joshua Andrew Belanger – design
- Stefan Wibbeke – design